# Connie Chung
Pour les articles homonymes, voir Chung.
 (septembre 2011).
Si vous disposez d'ouvrages ou d'articles de référence ou si vous connaissez des sites web de qualité traitant du thème abordé ici, merci de compléter l'article en donnant les références utiles à sa vérifiabilité et en les liant à la section « Notes et références ».
Connie Chung, née le 20 août 1946 à Washington, est une journaliste et présentatrice de télévision américaine d'origine chinoise.

## Biographie
Connie Chung a été correspondante à Washington, D.C. pour le CBS Evening News avec Walter Cronkite dans les années 1970, durant le scandale du Watergate. Chung rejoint ensuite KNXT (aujourd'hui KCBS), filiale de CBS, à Los Angeles ; KNXT est alors la deuxième station de télévision la plus lucrative dans l'État de Californie. Dans cette période, Chung présente les bulletins en bref pour CBS depuis les locaux des studios KNXT à Columbia Square.
Dans un programme télévisé de 1994, Connie déclare que certains étudiants chinois aux États-Unis peuvent être des espions du parti communiste chinois. Cette prise de position déclenche de vives protestations dans la communauté Asio-Américaine, poussant CBS à intervenir publiquement pour atténuer la portée de la déclaration.
De retour à New York, elle rejoint en fanfare la rédaction du réseau NBC qui a créé un nouveau programme de début de journée, NBC News at Sunrise, programme prévu bien avant la naissance de l'émission Today maintenant à l'antenne. Plus tard, NBC crée Almanach américain ; Connie Chung coanime cette émission avec Roger Mudd après que Mudd, alors présentateur vedette qui avait coanimé pendant deux ans avec Tom Brokaw, a quitté NBC Nightly News.
Quittant NBC pour CBS où elle présente et anime Saturday Night with Connie Chung, elle devient le 1er juin 1993 la deuxième femme, après Barbara Walters avec ABC en 1976, à coanimer le journal télévisé d'un important réseau national (la présentation seule des nouvelles du soir au niveau national aux États-Unis revenant à Katie Couric sur CBS). Tout en préparant le CBS Evening News, Chung travaille à d'autres projets sur CBS, Eye to Eye with Connie Chung et Face to Face with Connie Chung. En 1995, son mandat, peu réussi, de coprésentatrice avec Dan Rather prend fin. Chung passe sur ABC News où elle coanime l'édition de lundi de 20/20 avec Charles Gibson et démarre avec des entrevues libres, un procédé qui deviendra bientôt sa marque de fabrique.
Elle est l'épouse du présentateur Maury Povich.